# Guangzhou F.C.
Guangzhou Football Club, tidligere Guangzhou Evergrande, var en kinesisk fodboldklub fra Guangzhou. Klubben var en af de mest succesfulde i kinesisk fodbold, og vandt Chinese Super League otte gange, hvilke var en rekord. Klubben ophørte i 2025 som resultat af økonomiske problemer.

## Historie
Klubben blev grundlagt i 1954, og blev professionaliseret i 1993. Klubben blev i 2010 købt af Evergrande Group og de nye ejere lavede massive investeringer i truppen. Dette begyndte en gylden periode for klubben, som vandt deres første mesterskab i 2011. Mellem 2011-19 vandt de otte ud af ni mulige mesterskaber. I den samme periode vandt de også AFC Champions League to gange.
Evergrande Group kom dog herefter i store økonomiske vanskeligheder og dette gik ud over klubben, som måtte skære markant ned. Som resultat af dette, så rykkede klubben i 2022 ned fra Super League for første gang siden 2009. Klubben blev i januar 2025 udelukket af de professionelle rækker i Kina som resultat af klubbens gældproblemer, og som resultat af dette, så valgte klubben at ophøre.